# Miro Kovač
Miro Kovač, né le 20 septembre 1968 à Split, est un homme politique croate, membre de l'Union démocratique croate (HDZ).
Il est ministre des Affaires étrangères et européennes de Croatie entre le 22 janvier et le 19 octobre 2016.